# Harro Schacht
Harro Schacht (* 15. Dezember 1907 in Cuxhaven; † 13. Januar 1943 im Südatlantik, nordwestlich Natal, Brasilien) war ein deutscher Marineoffizier, zuletzt Fregattenkapitän (postum) im Zweiten Weltkrieg.

## Leben
Harro Schacht trat am 1. April 1926 in die Reichsmarine ein und wurde zur infanteristischen Grundausbildung bis zum 11. Juli des gleichen Jahres der 5. Kompanie der II. Schiffstammdivision der Ostsee in Stralsund zugewiesen. Anschließend war er bis Mitte Oktober 1926 (Beförderung zum Seekadett am 12. Oktober 1926) zur Bordausbildung auf der Niobe und bis 22. März 1929 auf dem Leichten Kreuzer Emden. Vom 25. März 1928 bis 22. März 1929 hatte er den Hauptlehrgang für Fähnriche an der Marineschule Flensburg-Mürwik belegt und im Jahr 1928 zwei Navigationsbelehrungsfahrten absolviert. Am 1. April 1928 war er Fähnrich zur See geworden. Es folgten bis Februar 1930 weitere Lehrgänge, u. a. erneut bei der II. Schiffstammdivision der Ostsee in Stralsund. Nachdem er von Anfang Februar 1930 bis Ende September 1930 zur Bordausbildung auf der Schlesien gewesen war, war er bis Ende September 1932 Divisionsleutnant und später II. Funktechnischer Offizier auf der Emden. Am 1. April 1936 wurde er Kapitänleutnant und war im gleichen Jahr als Funkentelegraphieoffizier auf der Nürnberg.
Von Oktober 1937 bis März 1941 war er, ab 1. Oktober 1940 Korvettenkapitän, Funkreferent im OKM. Anschließend war er für drei Monate in der Unterseebootsausbildung und diente von Juni 1941 bis August 1941 als Kommandantenschüler in der 24. U-Flottille. Für einen Monat war er überplanmäßig Kommandantenschüler auf U 552, bevor er ab September 1941 zur Baubelehrung für U 507 an Kriegsmarinedienststelle Hamburg war. Ab Oktober 1941 war er Kommandant des Bootes. Mit U 507 versenkte er Mitte August 1942 vor der Küste Brasiliens innerhalb von 40 Stunden fünf unter Landesflagge fahrende unbewaffnete Handelsschiffe mit zusammen 14.822 BRT, wobei 607 Menschen umkamen. Dies war der Auslöser für die brasilianische Kriegserklärung an Deutschland am 22. August 1942. Mit U 507 lief Schacht zu insgesamt vier Unternehmungen inkl. der Erprobungsfahrten im März 1942 aus, in deren Verlauf 19 Schiffe mit insgesamt 77.144 BRT versenkt wurden.
Nachdem am 12. September 1942 um 22.07 Uhr U 156 die Laconia (19.695 BRT) auf der Position ♁4° 34′ S, 11° 25′ W im Marinequadrat FF 7721 mit zwei Torpedos torpediert hatte und der Kommandant vom U 156 erkannte, dass durch die Torpedierung Verbündete in Seenot geraten waren und leitete eine in der Seekriegsleitung beispiellose Rettungsaktion ein. Gemäß Befehls durch den BdU, Admiral Karl Dönitz, machte sich U 507 auf den Weg von seinem Einsatzort in den brasilianischen Gewässern zum Versenkungsort an die afrikanische Küste. Dort traf U 507 am 15. September einige Stunden nach U 506 an der Versenkungsstelle ein und sammelte Schiffbrüchige aus Rettungsbooten und nahm weitere Rettungsboote in Schlepp. Am 18. September 1942 waren 129 Italiener, 15 Frauen, 16 Kinder und ein britischer Offizier an Bord. Sieben Rettungsboote mit 330 Menschen, darunter 35 Italiener, befanden sich am Schlepptau von U 507. Beide eingetroffenen deutschen Boote meldeten den Vollzug der Rettungsmaßnahmen an Karl Dönitz. Während Kapitänleutnant Erich Würdemann, Kommandant von U 506, wohlweislich nur die Anzahl der bei ihm an Bord und in seinem Schlepp befindlichen Schiffbrüchigen meldete und darauf verzichtete, deren Nationalitäten zu nennen, berichtete Schacht seinem Befehlshaber, dass er Boote mit 95 Briten und Polen im Schlepp habe. Die drei deutschen und ein italienisches U-Boot fuhren unter der Flagge des Roten Kreuzes Kriegsschiffen der Vichy-Flotte entgegen. Über Funk ließen sie mitteilen, dass sie an einer Rettungsaktion teilnahmen. Am 16. September 1942 wurde die Flotte von einem US-amerikanischen Seefernaufklärer des Typs Consolidated PB4Y angegriffen, der von Wideawake Airfield auf Ascension aus gestartet war. Die abgeworfenen Bomben trafen Rettungsboote und streiften U 156, so dass Korvettenkapitän Werner Hartenstein die Leinen zu den Booten kappen ließ. In der Nacht zum 17. September wurde U 156 durch den BdU aus der Rettungsaktion entlassen und die anderen U-Boote bekamen den Befehl zum Abtauchen. Dieses als „Laconia-Zwischenfall“ bekannt gewordene Ereignis hatte den von Admiral Karl Dönitz erteilten Laconia-Befehl zur Folge, der es deutschen U-Boot-Mannschaften untersagte, den Überlebenden eines versenkten Schiffes einer feindlichen Nation zu Hilfe zu kommen.
Nachdem Schacht am 6. Juni 1942 das U-Boot-Kriegsabzeichen erhalten hatte, wurde ihm am 9. Januar 1943 das Ritterkreuz des Eisernen Kreuzes verliehen.
Am 13. Januar 1943 wurde U 507 auf der Position 1° 38′ S, 39° 52′ W vor der brasilianischen Atlantikküste von einem US-Flugboot des Typs Catalina der Staffel VP-83 der US-Navy gesichtet und versenkt. Es gab keine Überlebenden. Nach seinem Tod wurde Schacht mit RDA vom 1. Januar 1943 zum Fregattenkapitän befördert.